# Новодуплинка
Новоду́плинка (рос. Новодуплинка) — селище у складі Китмановського району Алтайського краю, Росія. Входить до складу Тягунської сільської ради.

## Населення
Населення — 53 особи (2010; 148 у 2002).
Національний склад (станом на 2002 рік):
- росіяни — 90 %